# Montreuil-Bellay

Montreuil-Bellay este o comună în departamentul Maine-et-Loire, Franța. În 2009 avea o populație de 4,041 de locuitori.